# تشکی
تشکی، منطقه های کشاورزی از توابع بخش مرکزی شهرستان رامهرمز در استان خوزستان ایران است. منطقه ی زیبای تشکی در ۸ کیلومتری رودزرد و ۲۴ کلیومتری شهرستان رامهرمز قرار دارد. 

## جمعیت
جمعیت این منطقه وابسته به روستای شاردین است. این روستا در دهستان حومه‌شرقی قرار دارد و براساس سرشماری مرکز آمار ایران در سال ۱۳۸۵، جمعیت آن ۱۲۴ نفر (۲۱خانوار) بوده‌است.

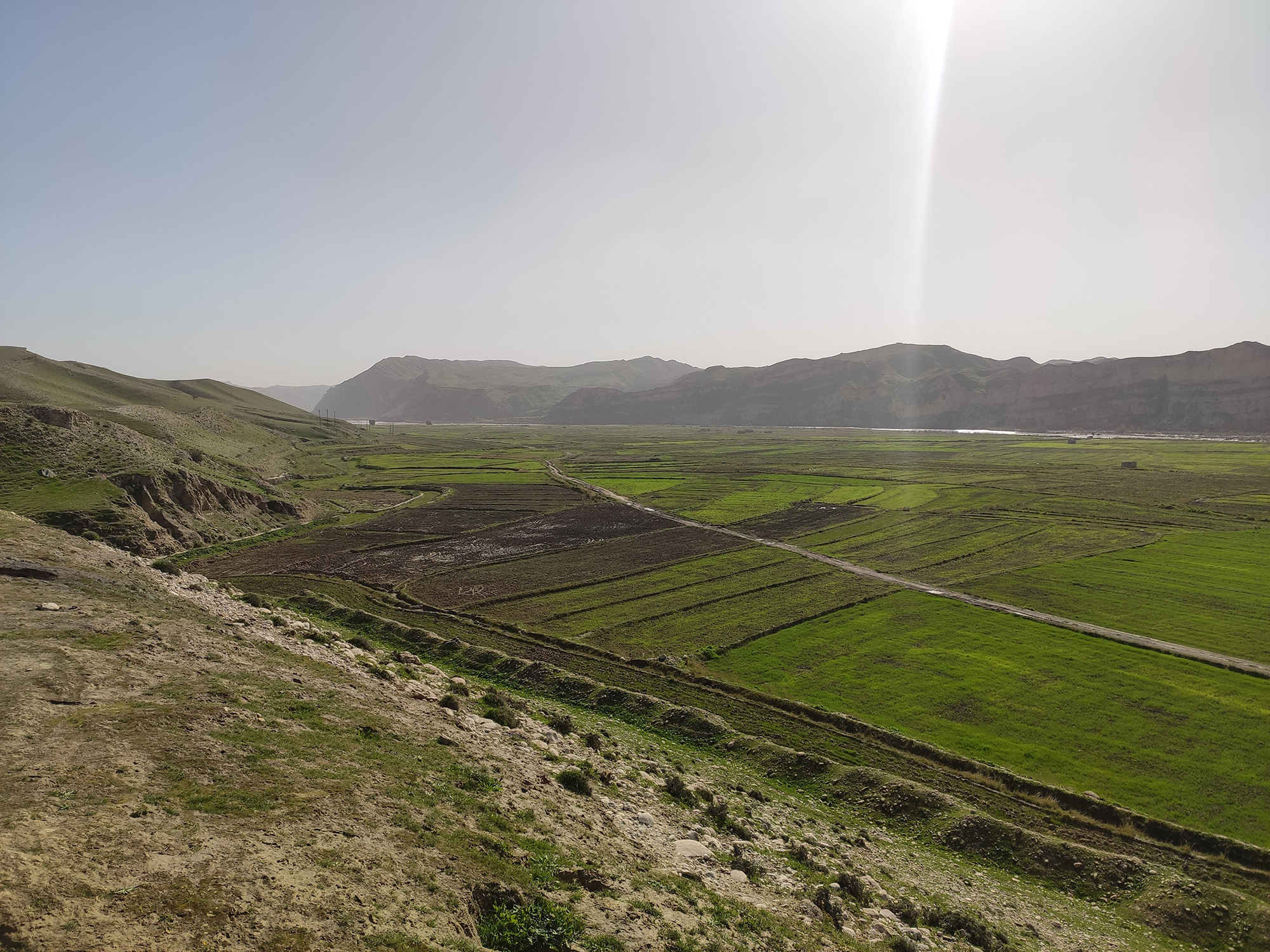
صحرای تشکی

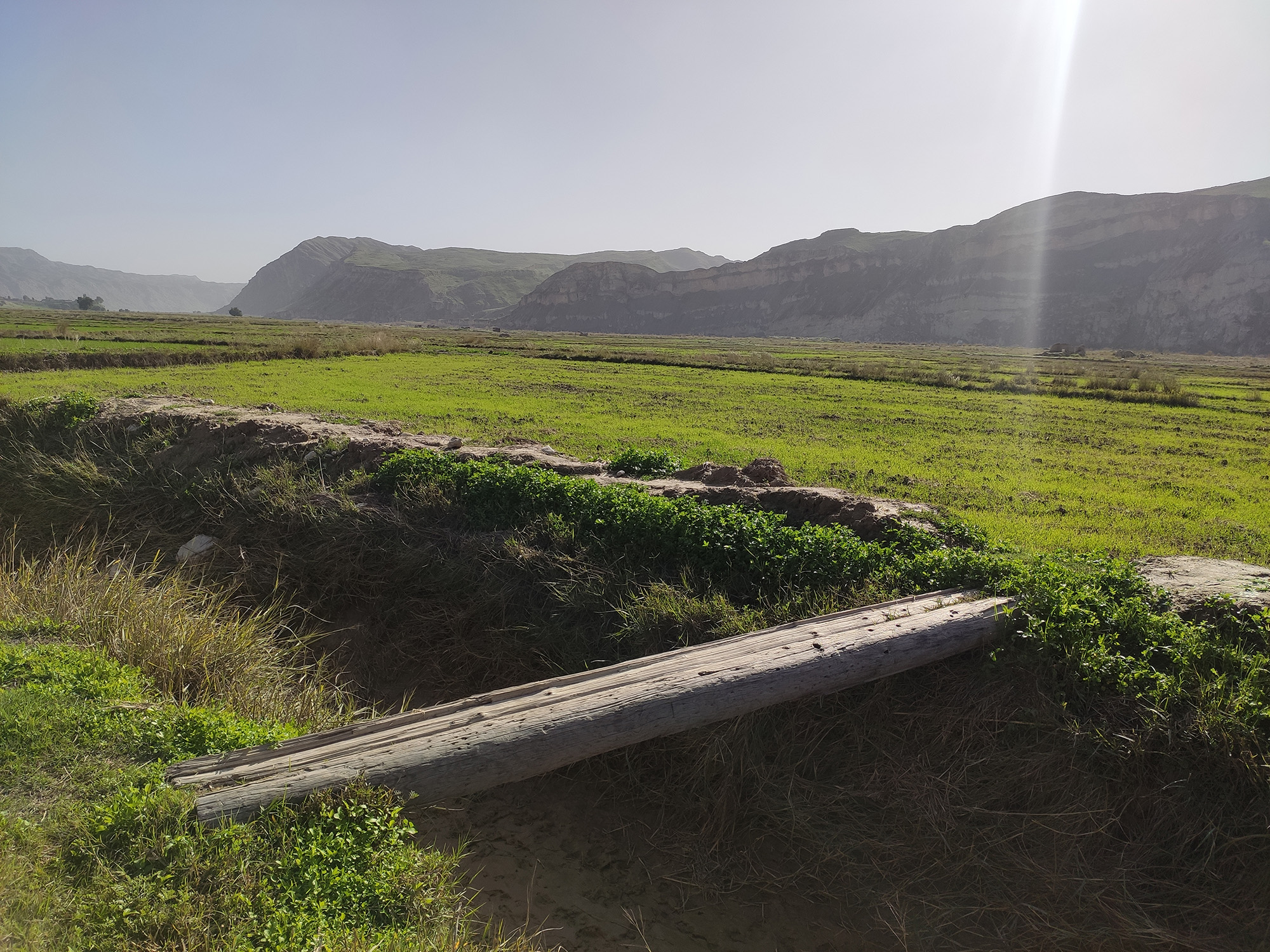
جوی آب تشکی

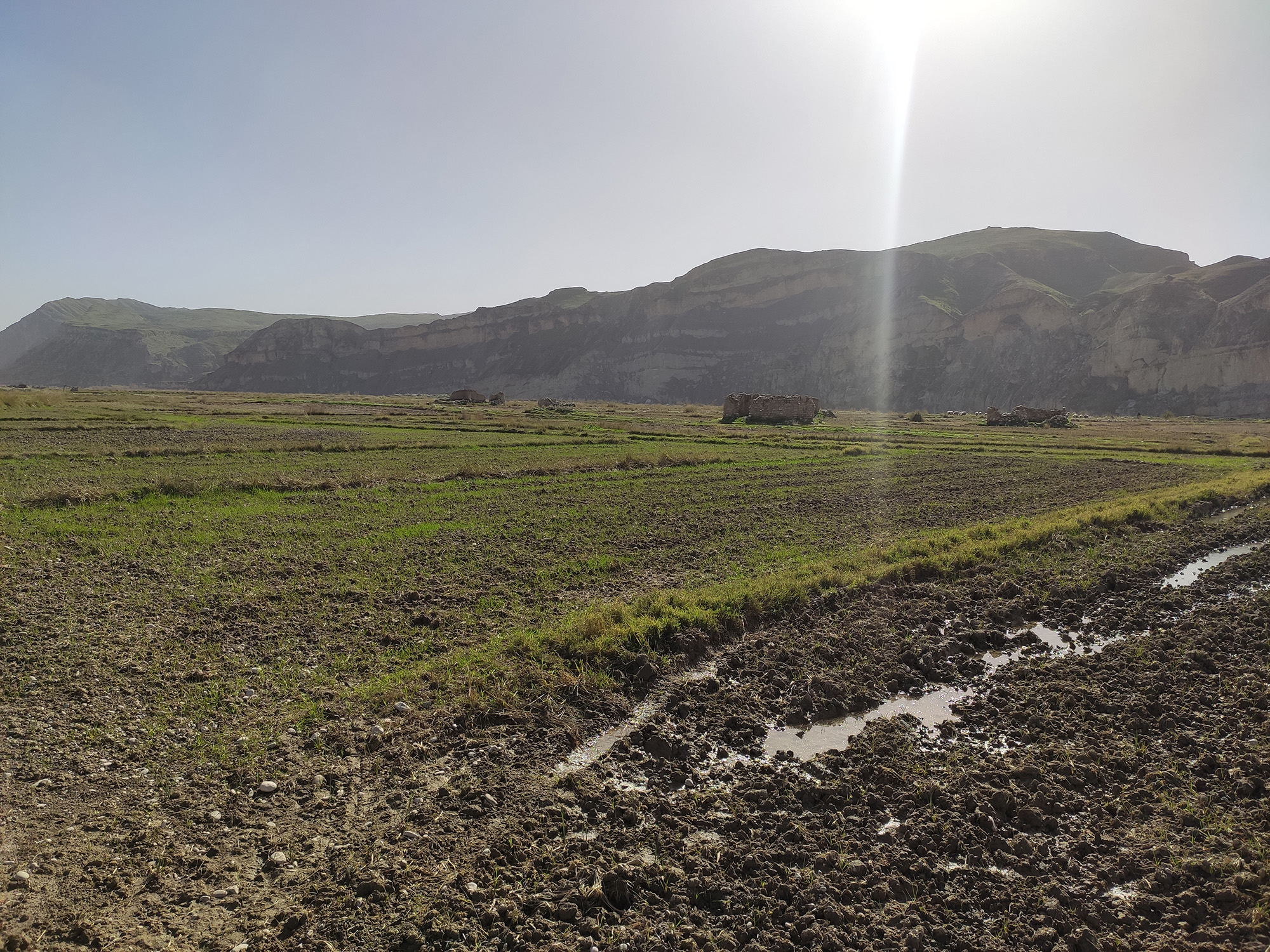
زمین های تشکی

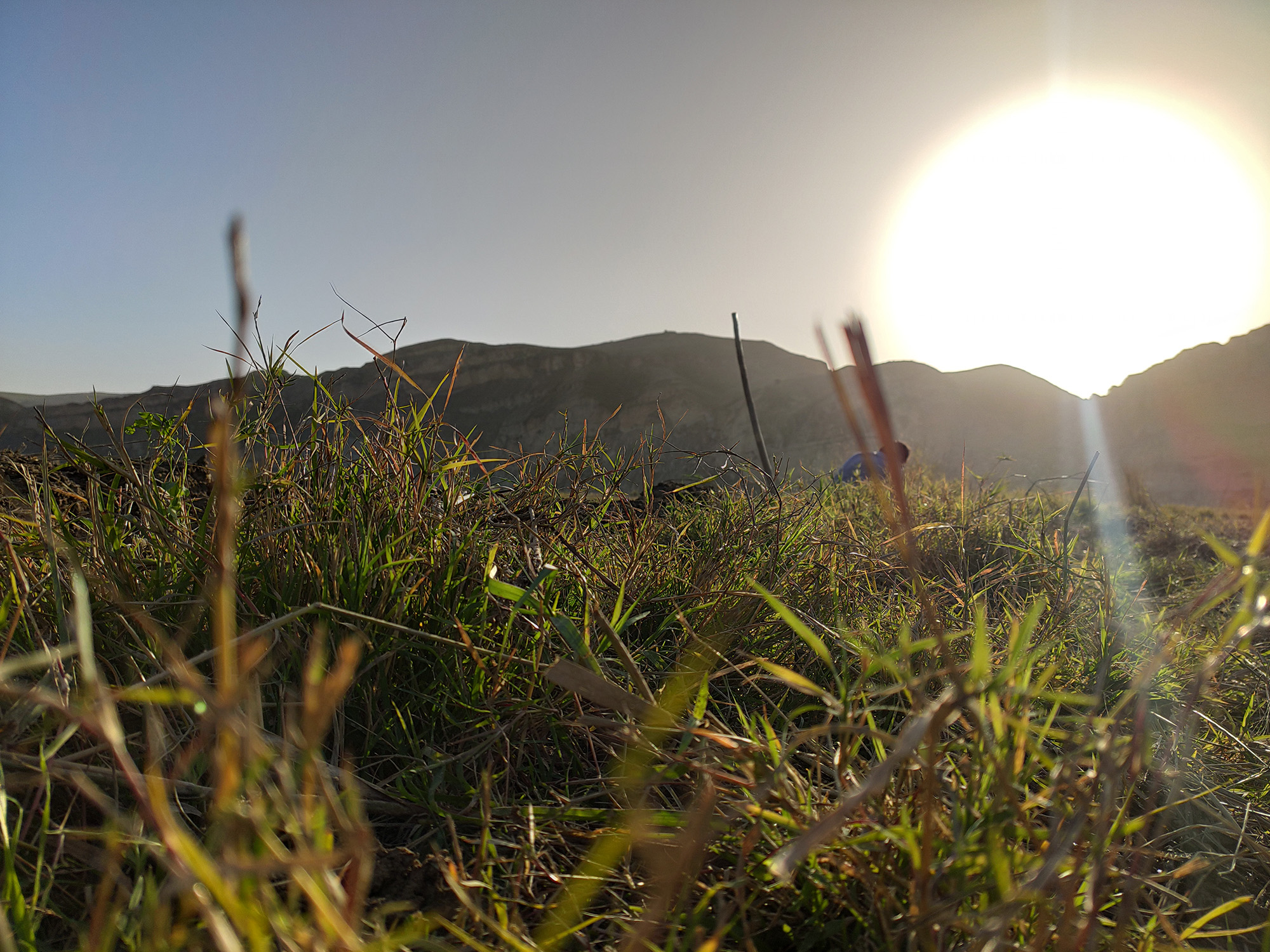
غروب تشکی

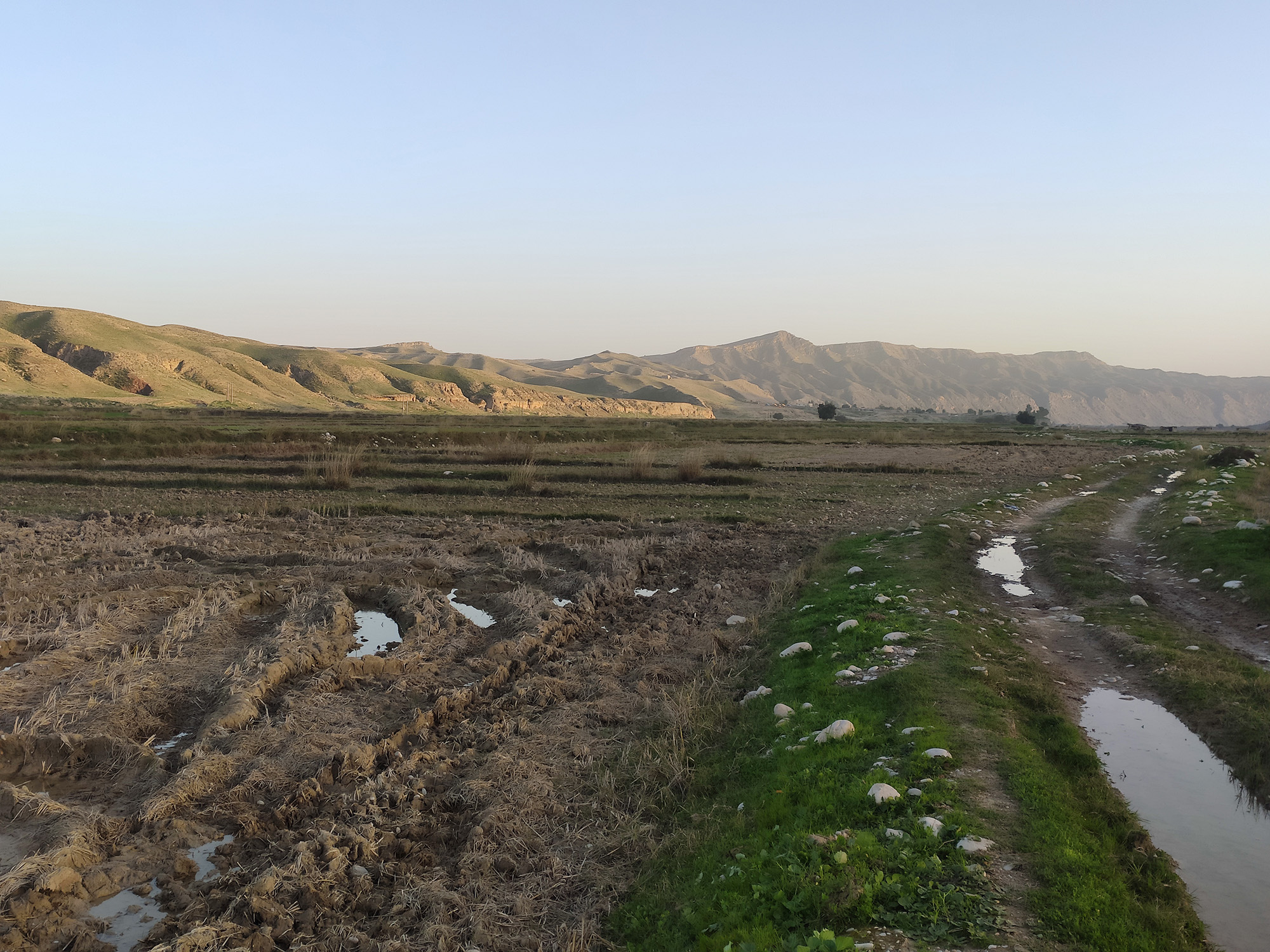

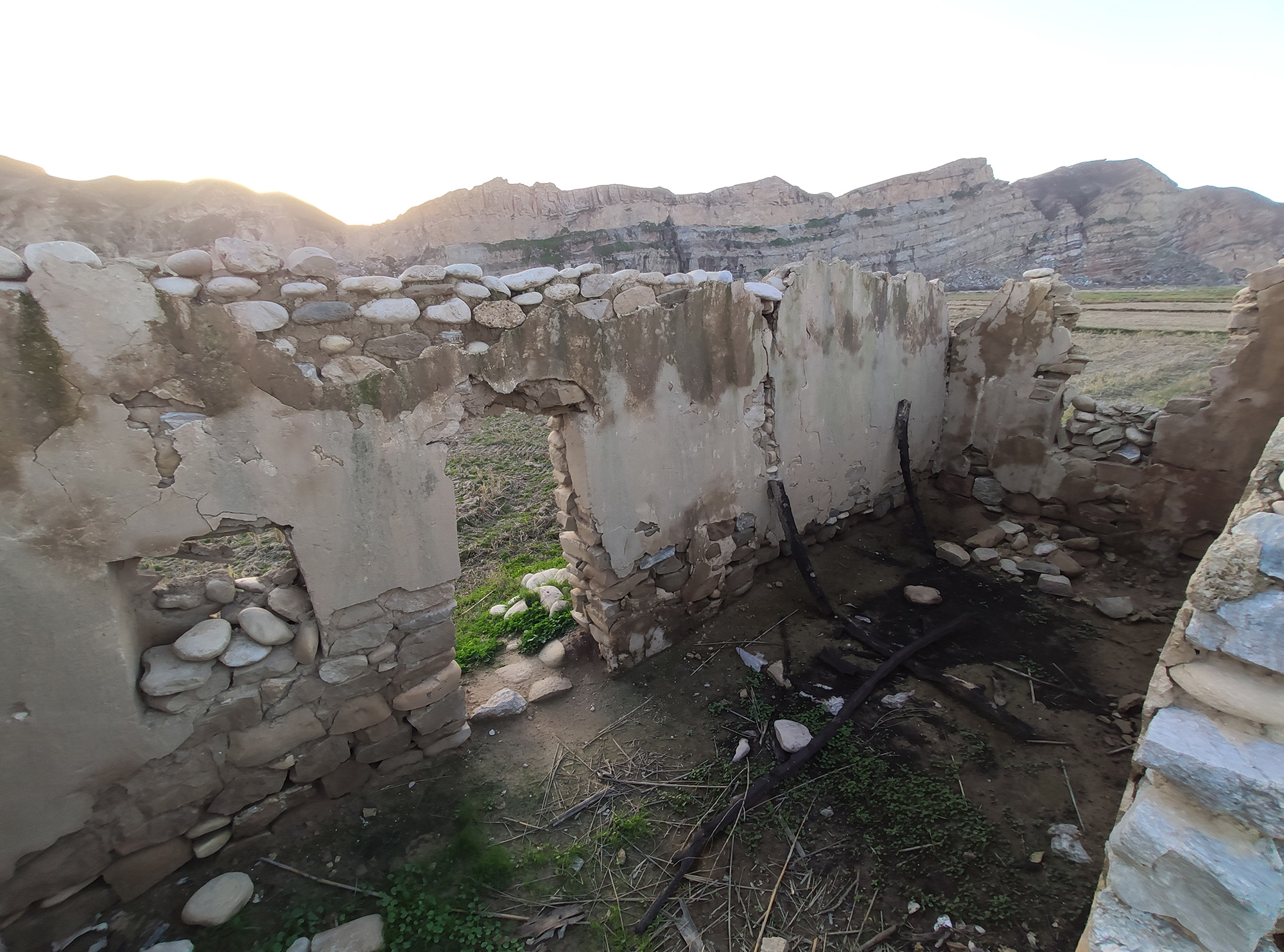
اتاق های قدیمی و خراب شده این منطقه

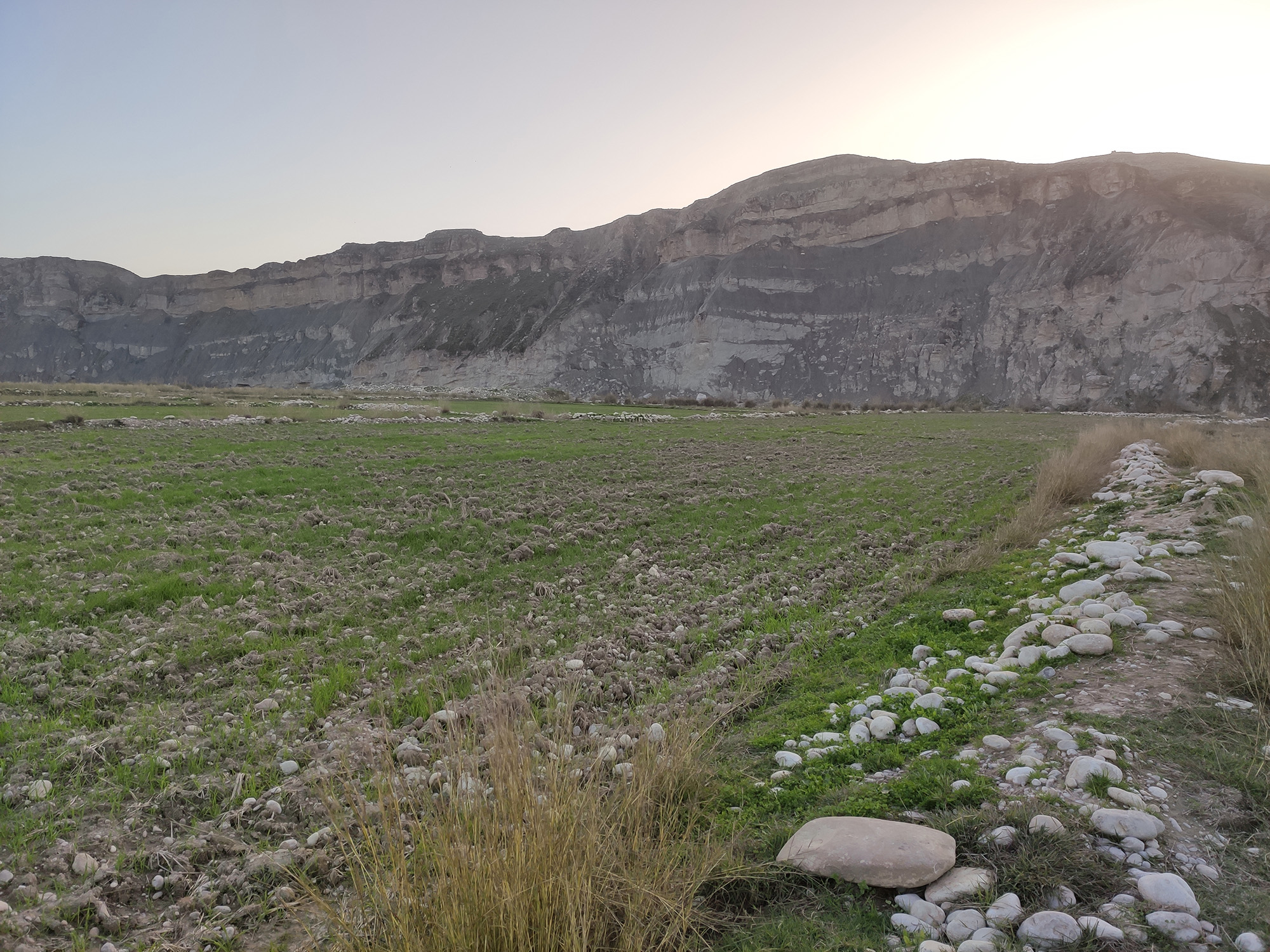
کاشت گندم

روستایی در ایران
1. کمیته تخصصی نام‌نگاری و یکسان‌سازی نام‌های جغرافیایی ایران[پیوند مرده]، سازمان نقشه‌برداری کشور
2. ↑  «سرشماری عمومی نفوس و مسکن 1390 > نفوس و مسکن > سرشماری 1385 > نتایج سرشماری 85 > نتایج کلی استانها 85». web.archive.org. ۲۰۱۳-۰۱-۰۱. بایگانی‌شده از اصلی در ۱ ژانویه ۲۰۱۳. دریافت‌شده در ۲۰۲۲-۱۲-۱۱.